# Prainha (Rio de Janeiro)
Prainha est une plage située dans la zone ouest de Rio de Janeiro au Brésil. L'accès s'y fait en voiture, après le quartier de Recreio et avant Grumari. Il s'agit d'une plage très recherchée par les surfeurs, car les vagues y sont très appréciées et la plage rarement pleine, à cause de sa localisation par rapport à la ville.